# Luci Crassici
Luci Crassici (en llatí: Lucius Crassitius) va ser un gramàtic nadiu de Tàrent, conegut com a Pasicles, nom que més tard va canviar per Pansa.
Primer va treballar assistint als escriptors de mims per al teatre, després va donar lectures de gramàtica. Va escriure un comentari sobre l'obscur poema de Gai Helvi Cinna, Smyrna que li va donar un gran renom a la seva època. Suetoni el menciona amb lloances, però no parla dels comentaris ni del contingut del poema, que es desconeix.
Va ensenyar als fills de moltes famílies nobles de Roma i entre ells a Jul·lus Antoni, fill de Marc Antoni. Va tancar la seva escola i es va dedicar finalment a la filosofia.
Es pensa que podria ser un llibert de Crassitius o Crassicius, mencionat per Ciceró l'any 43 aC com un dels amics de Marc Antoni i que Pasicles hauria estat el seu nom original, però altres sostenen que el Crassitius que cita Ciceró és el mateix Luci Crassici.